# Совет модельеров Америки
Совет модельеров Америки (англ. Council of Fashion Designers of America, CFDA) — американская некоммерческая организация, занимающаяся разработкой модных стандартов, решением проблем модной индустрии США и координацией деятелей американской моды. 
В настоящее время Совет объединяет более 470 модельеров мужской и женской одежды, ювелиров и дизайнеров аксессуаров. Вступление в ассоциацию возможно только по приглашению и доступно для американских модельеров и ювелиров, вне зависимости от того, в какой стране они работают, а также для иностранцев при условии, что их бизнес базируется в США.  
Штаб-квартира Совета находится в Нью-Йорке. 

## История
Совет был создан в 1962 году меценаткой и видным деятелем в мире моды, искусства и дизайна США Элинор Ламберт, которая оставалась почётным членом Совета плоть до своей смерти в 2003 году.
Первым президентом совета директоров был модельер спортивной и доступной повседневной одежды Сидни Рэгг. В разное время членами ассоциации были такие модельеры, как Билл Бласс, Джоффри Бин, Оскар де ла Рента, Олег Кассини, Чарльз Джеймс, Перри Эллис, Лиз Клайборн, Чарльз Нолан, Винс Камуто, Норман Норелл, Лили Пулитцер, Фабрис Симон, Полин Трижер, Казуко и другие. 

## Цели и задачи
Целью организации является привлечение внимания к модной индустрии, расширение понимания искусства моды общественностью, поддержка и поощрение профессионального развития дизайнеров и модельеров, а также признание их как части американского искусства и культуры. 

## Премии
Премии Совета вручаются ежегодно начиная с 1981 года. В 1985 году была учреждена Премия Джоффри Бина за пожизненные заслуги. Первыми ею были отмечены художник, скульптор, издатель и редактор Александр Либерман и актриса Кэтрин Хепбёрн, в следующем году — модельер Билл Бласс и актриса Марлен Дитрих. С 1986 года по 2000 год вручалась Премия Перри Эллиса (начиная с 1993 года она вручалась в нескольких номинациях, с 2001 года — стала премией Сваровски). В 1987 году была учреждена «медиа-премия» в честь Юджинии Шепард — ею были отмечены Сьюзи Менкес, Эми Шпиндлер и другие модные критики. В 2001 году была учреждена Премия Элинор Ламберт — она присуждается за особые заслуги в области моды и/или особые отличия перед модной индустрией.
Также вручаются Международная премия (с 1995), премия «Модная икона» (с 2002, первой ею была отмечена актриса Си-Зи Гест) и другие награды. Премии Совета американских модельеров нередко называют «Оскаром» моды.
В 2015 году церемония вручения будет проходить в нью-йоркском Линкольн-центре, в концертном зале Элис Талли.

## Руководство
Начиная с 2006 года президентом совета директоров является Диана фон Фюрстенберг. Вице-президенты — Майкл Корс и Маркус Уэйнрайт, главный секретарь — Вера Вонг.  

### Президенты CFDA
- 1963—1965 — Сидни Рэгг (Sydney Wragge)
- 1965—1973 — Норман Норелл[англ.]
- 1973—1976 — Оскар де ла Рента
- 1977—1979 — Герберт Каспер[англ.]
- 1980—1981 — Билл Бласс
- 1982—1983 — Мэри Макфадден[англ.]
- 1984—1986 — Перри Эллис
- 1987—1989 — Оскар де ла Рента
- 1989—1991 — Кэролин Рём (Carolyne Roehm)
- 1991—2006 — Стэн Херман (Stan Herman)
- с 2006 — Диана фон Фюрстенберг